# Сказки старой бабушки (Прокофьев)
«Ска́зки ста́рой ба́бушки» (фр. Contes de la vieille grand-mère), op. 31 — цикл из 4 камерных пьес для фортепиано Сергея Прокофьева, созданный в 1918 году. Первое завершённое в США произведение заграничного периода, в котором представлен фортепианный стиль молодого Прокофьева. Премьера состоялась в исполнении автора 7 января 1919 года в Нью-Йорке. Цикл относится к лирической линии творчества композитора. Общая продолжительность всех четырёх пьес от 8 до 11 минут. Партитура сочинения была опубликована в 1922 году нотоиздательством «А. Гутхейль». Переложение для симфонического оркестра сделано Л. Д. Гофманом.
Сочинение предваряется авторским эпиграфом: «Иные воспоминания наполовину стёрлись в её памяти, другие не сотрутся никогда».

## История создания
В 6 часов утра 21 августа 1918 года Прокофьев вышел на палубу парохода в заливе Сан-Франциско, но на берег пассажиров из России не пустили, опасаясь, что среди них находятся немецкие шпионы или большевики. Несколько дней композитора продержали в карантине для прохождения медицинского обследования и допросов чиновников, что было в порядке вещей военного времени. Затем Прокофьев перебрался с западного побережья США на восточное и прибыл в Нью-Йорк.
Пребывая в безденежье и занимаясь оперой «Любовь к трём апельсинам», в сентябре 1918 года Прокофьев пытался поправить свои финансовые дела, решив сочинить небольшие фортепианные пьесы в надежде получить от издателя какой-нибудь гонорар, чтобы расплатиться с долгами. О начале работы над новым произведением композитор записал в «Дневнике» следующее:

Сочинял без рояля. Надо мелкотушки для издателя, попроще. Сонатины или «Сказки». Но больше склонности к нескольким «Сказкам старой бабушки», — в которых сквозь дряхлость рассказывающей проскальзывают далёкие воспоминания.— С. С. Прокофьев. Дневник. 1907—1918.

## Характеристика
И. В. Нестьев писал, что в «Сказках старой бабушки», а позднее в балетах «Шут» и «Каменный цветок» проявилась национальная основа творчества Прокофьева при обращении его к русским сказкам. Расценивая С. С. Прокофьева как продолжателя наследия М. П. Мусоргского, музыковед находил связь между «Картинками с выставки» и циклами пьес для фортепиано «Гадкий утёнок», «Мимолётности», «Сказки старой бабушки» и некоторыми частями фортепианных и скрипичных концертов первого упомянутого композитора. Кроме этого биограф Прокофьева упоминал о нитях, связующих волшебные миниатюры А. К. Лядова «Баба-Яга», «Волшебное озеро» и «Кикимора» с музыкой «Сказок». По мнению Нестьева, данное сочинение относится к лирической линии творчества композитора, а его сказочные образы предвосхищаются в Четвёртой сонате, op. 29.

## Части
Цикл состоит из четырёх частей общей длительностью от 8 до 11 минут:
I. Moderato
II. Andantino
III. Andante assai
IV. Sostenuto
Согласно И. В. Нестьеву, каждая из четырёх «Сказок» трёхчастна.

## Премьера и исполнения
После первого исполнения «Сказок старой бабушки» автором 7 января 1918 года в Нью-Йорке  части цикла вошли в репертуар Прокофьева-пианиста, исполнялись на гастролях как за рубежом, так и в СССР, где автор отдавал предпочтение пьесам Andantino и Andante assai, которые были записаны в Париже в 1935 году.
В СССР сочинение впервые было исполнено К. Н. Игумновым 19 октября 1923 года в Москве на «Музыкальных выставках», организованных обществом «Международная книга», тогда же в октябре впервые на родине композитора была представлена Увертюра на еврейские темы.

## Записи
Сохранились архивные записи двух пьес цикла — Andantino и Andante assai — в исполнении С. С. Прокофьева, сделанные в Париже в феврале — марте 1935 года, которые фирма «Мелодия» выпускала на пластинках М10-39515-18 (1976) и компакт-дисках MEL CD 10 02000 (2012). Полный цикл записали А. Б. Гольденвейзер (1955), В. В. Софроницкий (1961), В. К. Ересько (1968), О. Д. Бошнякович (1977), В. К. Мержанов (1982).

## Оркестровки
Л. Д. Гофман оркестровал фортепианные пьесы «Сказки старой бабушки» в вариантах для симфонического оркестра и струнного оркестра. Премьера транскрипции для симфонического оркестра состоялась в Ярославле при открытии сезона в сентябре 2005 года в исполнении Ярославского симфонического оркестра под управлением М. А. Аннамамедова.